# Dixon Colley
Dixon Colley (William Charles Dixon Colley, * 14. November 1913 in Bathurst; † 17. Januar 2001 in Sukuta) war ein Journalist und Verleger im westafrikanischen Staat Gambia. Er war Gründer der Gambia Press Union (GPU).

## Leben
Während des Zweiten Weltkrieges ging er nach Europa. Nach längerem Aufenthalt im Ausland, unter anderem im Vereinigten Königreich, kehrte Dixon Colley 1963 nach Britisch-Gambia zurück. Im selben Jahr begründete er seine Zeitung Africa Nyaato, die ihren Namen 1964 in The Nation wechselte. Er blieb bis in die 1990er ihr Herausgeber, bis sie aus Altersgründen Dixon Colleys eingestellt wurde.
Dixon Colley gründete mit einer Gruppe von Journalisten 1978 die Gambia Press Union (GPU), deren Ehrenmitglied er auf Lebenszeit war.
Er starb 87-jährig nach kurzer Krankheit in seinem Haus in Sukuta.